# Klassentreffen (2004)
Klassentreffen ist ein deutscher Fernsehfilm aus dem Jahre 2004, unter anderem mit Frank Giering in der Hauptrolle. Regie führte Marc Hertel nach der Buchvorlage von Arne Sommer. Produziert wurde das Drama vom Hessischen Rundfunk. Die Erstausstrahlung erfolgte am 28. Januar 2004 als Mittwochsfilm im Ersten in der ARD.

## Handlung
Nachdem sie 1988 ihr Abitur an einem Dorfgymnasium im Taunus absolvierten, trifft sich die Clique um Nick Säger und dem als Stütze bekannten Stefan 15 Jahre später auf dem von Tanja organisierten Klassentreffen wieder. Obwohl sich alle in ihre Rollen in der damaligen Klassenhierarchie zurückversetzt finden, wirft ebendieses Klassentreffen alle Verhältnisse um: Nick beginnt, sein großspuriges Verhalten von „damals“ zu bereuen, Tanja lässt sich von ihrem Mann scheiden, weil er sie betrügt, und landet in Stützes Armen. Die Liebe zwischen der damaligen Jahrgangsschönheit Cornelia Parz und dem Verlierer Bert wird neu entfacht. Lutz, ebenfalls ein Verlierer, der Programmierer wurde, kommt vor Haftantritt wegen Kreditkartenbetrugs zum Treffen, um „allen zu zeigen“, dass er „gelebt“ hat, auch wenn er sich dafür mit einem der ewigen Gewinner prügeln muss.
„Stütze“ erhielt seinen Namen daher, dass er auf der Schultoilette von der ebenfalls auf dem Treffen anwesenden ehemaligen Lehrerin beim Kiffen erwischt wurde, die ihn fragte, ob er so weitermachen und am Ende von der Stütze leben wolle. Letztendlich wurde „Stütze“ Beamter und verbringt seine Freizeit mit dem Orgelspiel und der Restaurierung des Mercedes SE seines Großvaters.

## Kritik
Rainer Tittelbach von Tittelbach.tv lobt: „Eine Geschichte, fünf Perspektiven. Wehmütig, mit exzellentem Soundtrack.“